# Chrysosoma antennatum
Chrysosoma antennatum är en tvåvingeart som beskrevs av Becker 1922. Chrysosoma antennatum ingår i släktet Chrysosoma och familjen styltflugor. Inga underarter finns listade i Catalogue of Life.